# Enduro

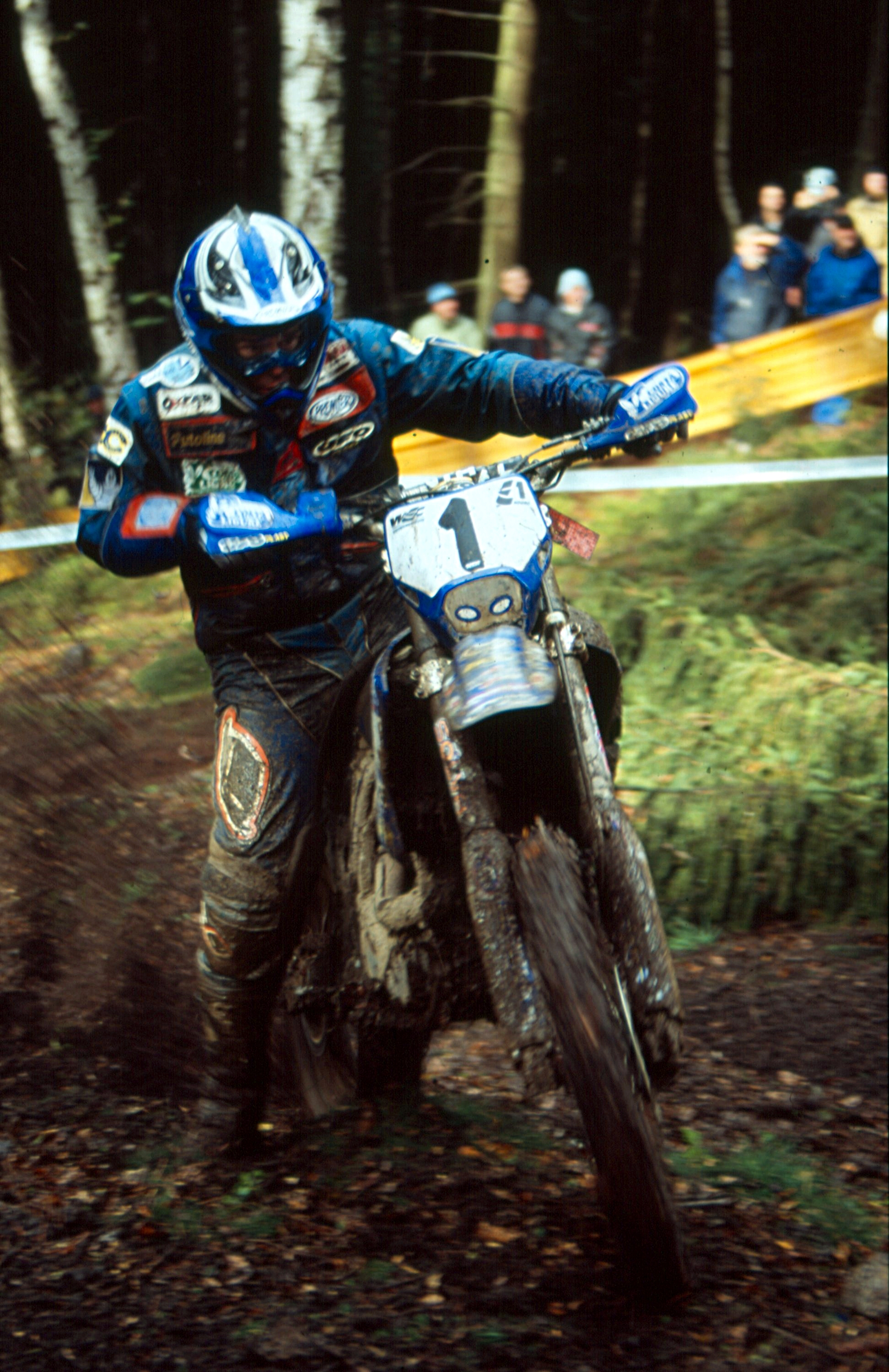
Stefan Merriman, na edição de 2004 da World Enduro Champion.

Enduro é uma modalidade  de motociclismo, praticada em pistas majoritariamente de todo-terreno.
A maior parte dos eventos, tal como Campeonato Mundial de Enduro são provas de regularidade, isto é, cada piloto deve cumprir o trajecto da prova num tempo previamente designado, sendo penalizados os pilotos conforme se desviem do tempo objectivo (quer por excesso como por defeito).
Tradicionalmente, os pilotos partem agrupados, cada grupo separado por apenas alguns minutos. As provas do Campeonato do Mundo tem uma extensão mínima de 200 km, sendo que a secção em asfalto será no máximo de 30% do percurso total. 

## Enduro vs ralis
Muitas vezes as provas de enduro são confundidas com os ralis todo-terreno pelo público menos familiarizado com a modalidade
Ambas as provas decorrem em pistas todo-terreno, geralmente com apenas uma passagem por cada secção, e cobrem uma extensão superior às restantes provas dos motociclismo. Os ralis de todo o terreno podem se realizar em apenas 1 ou 2 dias (Bajas) ou durante vários dias em várias etapas (ralis-raid como Rali Dakar.

### Superenduro
O Superenduro é uma modalidade que mistura enduro com motocross e TT Trial. São provas realizadas regra geral dentro de pavilhões desportivos e os percursos têm diversos obstáculos que os pilotos têm de superar.

## Eventos
A principal prova é o Campeonato Mundial de Enduro, criado em 1990 substituindo o Campeonato Europeu que se realizava desde 1968.
O campeonato é organizado pela Federação Internacional de Motociclismo e consiste em 8 ou 9 Grande Prémios em diversos países, sendo cada grande prémio disputado em 2 dias consecutivos.
Outra prova muito conceituada são os 6 Dias de Enduro (International Six Days Enduro), que se realiza desde 1913. A prova é conhecida como "Os Jogo Olímpicos do Motociclismo", já que a prova é disputada por nações, participando os 6 melhores pilotos de cada país.

## Categorias
- Enduro 1 (E1) – 100 a 125 cc 2-tempos ou 175 a 250 cc 4-tempos
- Enduro 2 (E2) – 175 a 250 cc 2-tempos ou 290 a 450 cc 4-tempos
- Enduro 3 (E3) – 290 a 500 cc 2-tempos ou 475 a 650 cc 4-tempos

## Campeonato Mundial de Enduro
| Época | 80 cc 2-tempos                 | 125 cc 2-tempos            | 250 cc 2-tempos                    | 350 cc 4-tempos                    | 500 cc 2-tempos               | +350 cc 4-tempos             |
| ----- | ------------------------------ | -------------------------- | ---------------------------------- | ---------------------------------- | ----------------------------- | ---------------------------- |
| 1990  | Thomas Bieberbach (Simson)     | Paul Edmondson (KTM)       | Kari Tiainen (Suzuki)              | Otakar Kotrba (Husqvarna)          | Peter Hansson (KTM)           | Jimmie Eriksson (Husaberg)   |
| 1991  | Pierfranco Muraglia (Kawasaki) | Jeff Nilsson (KTM)         | Kari Tiainen (Husqvarna)           | Kent Karlsson (Husaberg)           | Sven-Erik Jönsson (Husqvarna) | Jaroslav Katriňák (Husaberg) |
| 1992  | Gian-Marco Rossi (HRD)         | Jeff Nilsson (KTM)         | Giorgio Grasso (Kawasaki)          | Mario Rinaldi (KTM)                | Tulio Pellegrinelli (Honda)   | Kari Tiainen (Husqvarna)     |
| 1993  | Gian-Marco Rossi (TM)          | Paul Edmondson (Husqvarna) | Giorgio Grasso (Kawasaki)          | Sven-Erik Jönsson (Husqvarna)      | Giovanni Sala (KTM)           | Fabio Farioli (KTM)          |
|       |                                |                            |                                    |                                    |                               | 500 cc 4-tempos              |
| 1994  |                                | Paul Edmondson (Gas Gas)   | Giovanni Sala (KTM)                | Mario Rinaldi (KTM)                |                               | Kari Tiainen (Husqvarna)     |
| 1995  |                                | Petteri Silván (Husqvarna) | Giovanni Sala (KTM)                | Anders Eriksson (Husaberg)         |                               | Kari Tiainen (Husqvarna)     |
| 1996  |                                | Fausto Scovolo (Honda)     | Paul Edmondson (Gas Gas)           | Anders Eriksson (Husqvarna)        |                               | Peter Jansson (Husaberg)     |
| 1997  |                                | Shane Watts (KTM)          | Stéphane Peterhansel (Yamaha)      | Mario Rinaldi (KTM)                |                               | Kari Tiainen (KTM)           |
|       | 250 cc 4-tempos                | 125 cc 2-tempos            | 250 cc 2-tempos                    | 400 cc 4-tempos                    |                               | 500 cc 4-tempos              |
| 1998  | Gian-Marco Rossi (Honda)       | Roman Michalík (TM)        | Giovanni Sala (KTM)                | Björne Carlsson (Husaberg)         |                               | Anders Eriksson (Husqvarna)  |
| 1999  | Vesa Kytönen (Kawasaki)        | Juha Salminen (KTM)        | Petteri Silván (Gas Gas)           | Giovanni Sala (KTM)                |                               | Anders Eriksson (Husqvarna)  |
| 2000  | Matteo Rubin (KTM)             | Juha Salminen (KTM)        | Stefan Merriman (Husqvarna)        | Mario Rinaldi (KTM)                |                               | Kari Tiainen (KTM)           |
| 2001  | Stéphane Peterhansel (Yamaha)  | Petteri Silván (Husqvarna) | Juha Salminen (KTM)                | Stefan Merriman (Husqvarna)        |                               | Anders Eriksson (Husqvarna)  |
| 2002  | Peter Bergvall (Yamaha)        | Petteri Silván (Husqvarna) | Samuli Aro (Husqvarna)             | Juha Salminen (KTM)                |                               | Anders Eriksson (Husqvarna)  |
| 2003  | Peter Bergvall (Yamaha)        | Petri Pohjamo (Gas Gas)    | Stefan Merriman (Honda)            | Anders Eriksson (Husqvarna)        |                               | Juha Salminen (KTM)          |
|       | E1                             | E1                         | E2                                 | E2                                 | E3                            | E3                           |
| 2004  | Stefan Merriman (Yamaha)       | Stefan Merriman (Yamaha)   | Juha Salminen (KTM)                | Juha Salminen (KTM)                | Samuli Aro (KTM)              | Samuli Aro (KTM)             |
| 2005  | Iván Cervantes (KTM)           | Iván Cervantes (KTM)       | Samuli Aro (KTM)                   | Samuli Aro (KTM)                   | David Knight (KTM)            | David Knight (KTM)           |
| 2006  | Iván Cervantes (KTM)           | Iván Cervantes (KTM)       | Samuli Aro (KTM)                   | Samuli Aro (KTM)                   | David Knight (KTM)            | David Knight (KTM)           |
| 2007  | Juha Salminen (KTM)            | Juha Salminen (KTM)        | Mika Ahola (Honda)                 | Mika Ahola (Honda)                 | Iván Cervantes (KTM)          | Iván Cervantes (KTM)         |
| 2008  | Mika Ahola (Honda)             | Mika Ahola (Honda)         | Johnny Aubert (Yamaha)             | Johnny Aubert (Yamaha)             | Samuli Aro (KTM)              | Samuli Aro (KTM)             |
| 2009  | Mika Ahola (Honda)             | Mika Ahola (Honda)         | Johnny Aubert (KTM)                | Johnny Aubert (KTM)                | Iván Cervantes (KTM)          | Iván Cervantes (KTM)         |
| 2010  | Antoine Méo (Husqvarna)        | Antoine Méo (Husqvarna)    | Mika Ahola (Honda)                 | Mika Ahola (Honda)                 | David Knight (KTM)            | David Knight (KTM)           |
| 2011  | Juha Salminen (Husqvarna)      | Juha Salminen (Husqvarna)  | Antoine Méo (Husqvarna)            | Antoine Méo (Husqvarna)            | Mika Ahola (Honda)            | Mika Ahola (Honda)           |
| 2012  | Antoine Méo (KTM)              | Antoine Méo (KTM)          | Pierre-Alexandre Renet (Husaberg)  | Pierre-Alexandre Renet (Husaberg)  | Christophe Nambotin (KTM)     | Christophe Nambotin (KTM)    |
| 2013  | Antoine Méo (KTM)              | Antoine Méo (KTM)          | Alex Salvini (Honda)               | Alex Salvini (Honda)               | Christophe Nambotin (KTM)     | Christophe Nambotin (KTM)    |
| 2014  | Christophe Nambotin (KTM)      | Christophe Nambotin (KTM)  | Pierre-Alexandre Renet (Husqvarna) | Pierre-Alexandre Renet (Husqvarna) | Matthew Phillips (KTM)        | Matthew Phillips (KTM)       |
| 2015  | Eero Remes (TM Racing)         | Eero Remes (TM Racing)     | Antoine Méo (KTM)                  | Antoine Méo (KTM)                  | Mathias Bellino (Husqvarna)   | Mathias Bellino (Husqvarna)  |

### Campeonato Júnior

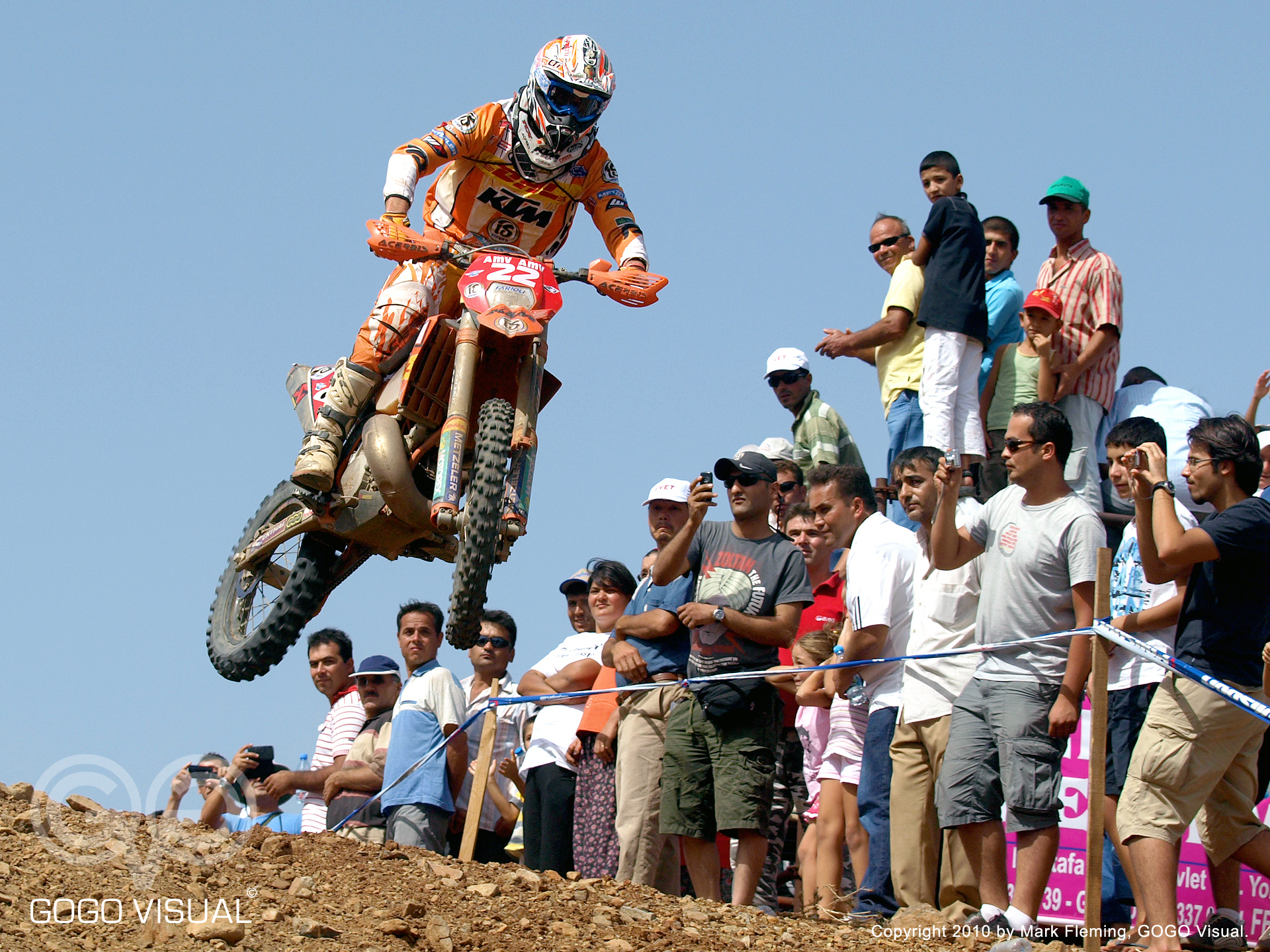
Thomas Oldrati in 2010

| Season | Rider              | Team      |
| ------ | ------------------ | --------- |
| 2005   | Cristóbal Guerrero | Gas Gas   |
| 2006   | Joakim Ljunggren   | Husaberg  |
| 2007   | Joakim Ljunggren   | Husaberg  |
| 2008   | Thomas Oldrati     | KTM       |
| 2009   | Oriol Mena         | Husaberg  |
| 2010   | Lorenzo Santolino  | KTM       |
| 2011   | Jérémy Joly        | Honda     |
| 2012   | Mathias Bellino    | Husaberg  |
| 2013   | Matt Phillips      | Husqvarna |
| 2014   | Daniel McCanney    | Beta      |
| 2015   | Jamie McCanney     | Husqvarna |